# Fininvest (empresa italiana)
A Finanziaria d'investimento Fininvest SpA, também conhecida como Fininvest, é uma holding italiana controlada pela família Berlusconi e administrada pela filha mais velha de Silvio Berlusconi, Marina Berlusconi.

## Estrutura
O grupo Fininvest é composto por várias empresas, como a Mondadori (uma das maiores editoras italianas), o Teatro Manzoni, em Milão, a Alba Servizi Aerotrasporti (uma empresa de jatos privados) e a Fininvest Gestione Servizi.
A Fininvest é o maior acionista da MFE - MediaForEurope, que é atualmente a maior empresa privada do ramo de entretenimento da Itália, conhecida pelas operações na Itália através da Mediaset (incluindo Canale 5, Italia 1, Rete 4, entre outras), operações na Espanha através da Mediaset España, a produtora cinematográfica Medusa Film, e outras empresas ligadas à transmissão televisiva.
Os direitos de voto da Fininvest no Mediolanum foram limitados a 9,9999% pela Autoridade Italiana de Supervisão de Seguros, apesar de possuir cerca de 36% do capital social do conglomerado financeiro; a fusão reversa da empresa com a subsidiária Banca Mediolanum em 2015. A Fininvest tinha um pacto de acionistas com Ennio Doris (o pacto vinculava apenas 25,5% das ações cada, o excesso de ações não era vinculado), o maior acionista do Banca Mediolanum, fazendo com que o pacto tivesse maioria absoluta no banco para 51% do capital social.
Em 5 de agosto de 2016, a Fininvest assinou um acordo preliminar para vender 99,93% da participação do AC Milan a um fundo de private equity chinês Sino-Europe Sports. O negócio foi concluído em 13 de abril de 2017.
Em 15 de fevereiro de 2017, a Fininvest anunciou que comprou 2,9% de ações adicionais da Mondadori (aumentou para 53,299%). Foi seguida pela compra de ações adicionais de 1,27% da Mediaset em 12 de maio. A Fininvest também comprou mais ações em dezembro de 2016, em resposta à aquisição hostil por parte da Vivendi.

## Outros investimentos
A Fininvest detinha 0,99% de participação no Mediobanca, e fazia parte do pacto de acionistas que detinha cerca de 31% de participação no banco no total.

## Controvérsias
A família Berlusconi não controla diretamente a empresa. Em vez disso, as suas ações são propriedade de 38 empresas distintas, todas denominadas «Holding Italiana» seguidas de um número (1-38), a maioria das quais, por sua vez, controladas por Berlusconi. Estas «Holding Italianas» têm sido repetidamente investigadas pela polícia por diversas irregularidades financeiras e contabilísticas, fundos secretos e branqueamento de capitais. Todas estas empresas foram criadas no final da década de 1970 por associados secretos de Berlusconi e receberam investimentos significativos (várias centenas de milhões de euros convertidos ao valor de hoje) de fontes ainda desconhecidas. Parte de sua liquidez foi até depositada em dinheiro. Grande parte da documentação da época relativa às primeiras operações financeiras e bancárias destas empresas foi perdida, num dos casos num incêndio.
Um relatório sobre esses assuntos foi encomendado pelo Departamento Investigativo Anti-Mafia de Palermo na década de 1990 a um especialista financeiro que trabalhava no Banco da Itália, Francesco Giuffrida, para complementar as evidências em um caso provisório. contra Berlusconi e associados pelo seu alegado envolvimento com a máfia siciliana. Em 1998, o caso foi temporariamente arquivado por falta de provas suficientes para ir a julgamento.